# Debra Monk
Pour les articles homonymes, voir Monk (homonymie).
Debra Monk est une actrice américaine, née le 27 février 1949 à Middletown, dans l'Ohio (États-Unis).

## Filmographie

### Cinéma
- 1992 : Le Baiser empoisonné (Prelude to a Kiss) : tante Dorothy
- 1993 : Le Concierge du Bradbury (For Love or Money) : Mme Wegman
- 1993 : État second (Fearless) : Alison
- 1994 : Quiz Show : la secrétaire de Kintner
- 1995 : Sur la route de Madison (The Bridges of Madison County) : Madge
- 1995 : Jeffrey : Mom
- 1995 : Reckless : thérapeute
- 1996 : Pluie de roses sur Manhattan (Bed of Roses) : la mère de Lewis
- 1996 : Mrs. Winterbourne (Mrs. Winterbourne) : le lieutenant Ambrose
- 1996 : Revers de fortune (The Substance of Fire) : Martha Hackett
- 1996 : Le Club des ex (The First Wives Club) : Jilted Lover
- 1996 : Mesure d'urgence (Extreme Measures) : Dr Judith Gruszynski
- 1997 : In and Out (In & Out) : Mme Lester
- 1997 : L'Associé du diable (The Devil's Advocate) : Pam Garrety
- 1998 : Bulworth de Warren Beatty : Helen
- 2000 : Danse ta vie (Center Stage) : Nancy Cummings
- 2003 : Briar Patch : l'officier Avon
- 2003 : Milwaukee, Minnesota : Edna Burroughs
- 2004 : Palindromes : Mama Sunshine
- 2005 : Eau trouble (Dark Water) : Young Dahlia's Teacher
- 2005 : The Producers : Lick Me-Bite Me
- 2012 : Recherche Bad Boys désespérément (One for the Money) : Mme Plum

### Télévision
- 1990 : Women & Wallace : psychiatre
- 1983 : Amoureusement vôtre ("Loving") (série télévisée) : Sandra Thorpe (1994)
- 1995 : Redwood Curtain : Geneva, la sœur de Laird
- 1997 : La Maison bleue (Ellen Foster) : tante Nadine
- 2003 : The Music Man : Mme Paroo
- 2003 : Eloise at the Plaza : Maggie
- 2003 : Eloise at Christmastime : Maggie
- 2006 : Desperate Housewives (saison 3, épisode 8)
- 2006 : Grey's Anatomy : Mme O'Malley (saisons 3, 4 et 6)
- 2007 : La Famille Savage
- 2009 : Glee : Mme Schuster
- 2011 : Grey's Anatomy : Mme O'Malley (saison 8)
- 2014 : Mozart in the jungle : Betty Cragdale (saisons 1 et 2)
- 2018 - 2019 :  Tell Me a Story : Esther Thorne
- 2018 - 2020 : New Amsterdam : Karen Brantley
- 2023 : American Horror Story: Delicate : Virginia Harding (saison 12)